# NGC 169
NGC 169 este o galaxie spirală situată în constelația Andromeda. A fost descoperită în 18 septembrie 1857 de către R. J. Mitchell. De asemenea, a fost observată încă o dată în 22 august 1862 de către Heinrich d'Arrest.